# Урбінський собор
Катедральний собор міста Урбіно (італ. Duomo di Urbino) — сакральна споруда з довгою історію. Отримала 1950 року від Папи римського титул Мала базиліка.

## Історія

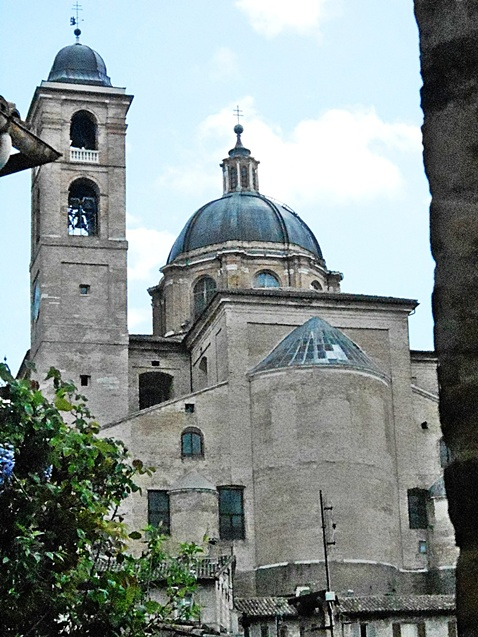
Вівтарна частина собору на горі від міста

Маленьке містечко Урбіно залишило помітний слід в історії Італії і історії мистецтв. В добу кватроченто місто зусиллями папи римського та полководця і першого герцога Федеріго да Монтефельтро було перетворене на один із центрів відродження. В Урбіно в різні часи працювали Донато Браманте і Рафаель Санті, що принесли в папський Рим вітер змін і дихання високого Відродження.
Первісно тут була невелика церква поза фортечними стінами міста. Церкву замінив собор у 1021 році. Його план був помітно меншим за сучасний і повернутий до нинішньої споруди на 90 градусів. Собор перебудували за замовою герцога Федеріго да Монтефельтро, бо на той час поряд вже існувала споруда середньовічного замку, а храм розглядався і як міський, і як князівський. Замову на перебудову отримав архітектор з міста Сієна Франческо ді Джорджо Мартіні (1439–1501). Будівництво припинялося, остаточно Собор добудували в 1604 році.

## XVIII століття
Урбіно розташоване в сейсмічно небезпечній зоні. Землетрус, що відбувся в місті 18 січня 1782 року, поруйнував і собор, де обвалився купол. До цього в 1782 році був створений новий мармуровий фасад собору за проектом Камілло Моріджа за ініціативи архієпископа Домініка Монті. Фасад виконано в стилі класицизму. Пілястри головного фасаду вінчає трикутний фронтон з написом. Стилістично стриманий фасад прикрашають п'ять скульптур: на фронтоні алегорії Благодійності, Надії та Релігії, біля паперті — праворуч Іван Золотоустий, ліворуч святий Августин.
Стилістика класицизму, монохромна і холоднувата, притаманна і декору купола та головній наві собору. Для італійців, втомлених тіснявою міст з середньовічною забудовою і пишним декором численних храмів, ця стилістика — приклад світськості і відпочинку для очей. Архітектуру собору і його класицистичний декор розробив архітектор Джузеппе Валадьє (1762–1839).

## Скарби мистецтва
З доби відродження між великими соборами пішло змагання за залучення до декорування храму найкращих або престижних майстрів. Йшла прихована боротьба, аби придбати проект, що створив папський канцелярист і теоретик архітектури Леон-Баттіста Альберті. Завжди находив замовників архітектор Донато Браманте, останнім серед замовників був папа римський. Точилася боротьба за відомих художників. Низка храмів Італії століттями пишалась відомими образами, створеними Джотто, Рафаелем Санті, Джованні Белліні, Тіціаном, Паоло Веронезе, Караваджо. Вірянам і гостям храму з гордістю демонстрували то окреме «Оплакування Христа», то «Вознесіння Богородиці», то «Преображення».
Власні зразки мистецтва має і Урбінський собор Вознесіння Богородиці. Окрім інтер'єра в стилі класицизм тут показують каплицю в стилі бароко. Храм прикрашають також твори Федеріго Барочі, Карло Маратті, Карло Чіньяні тощо.

## Фасади собору

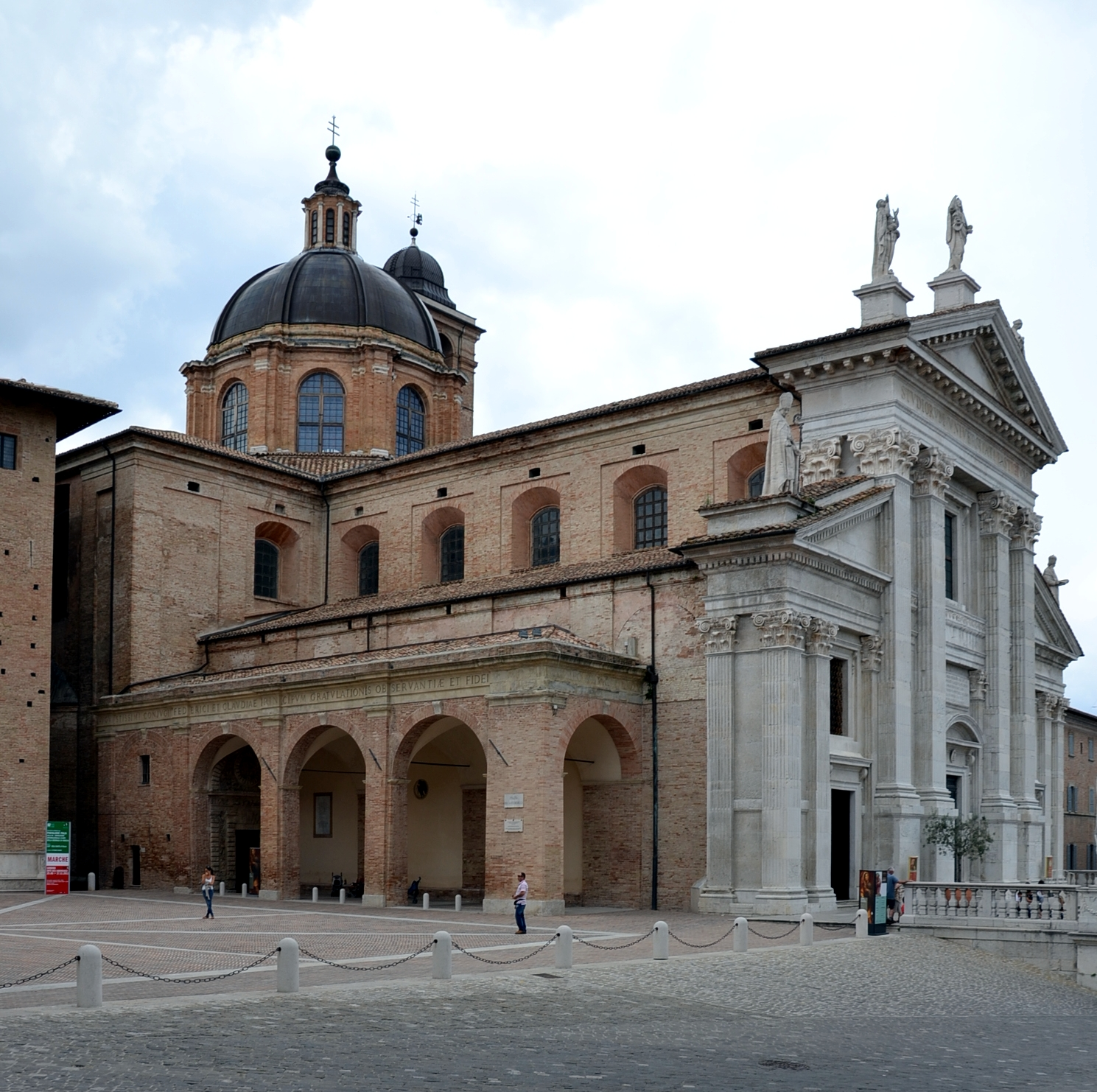
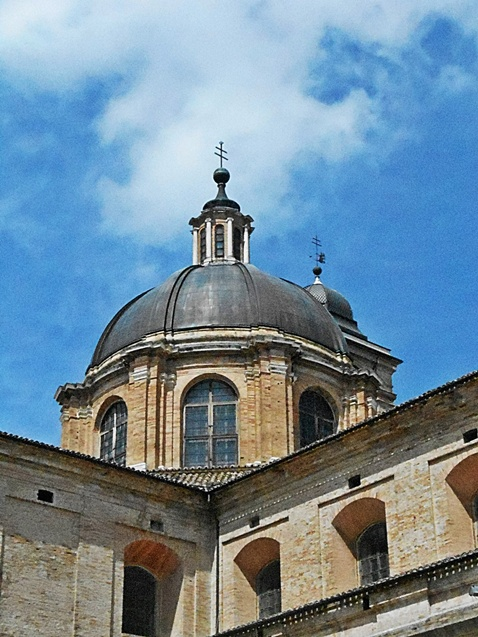
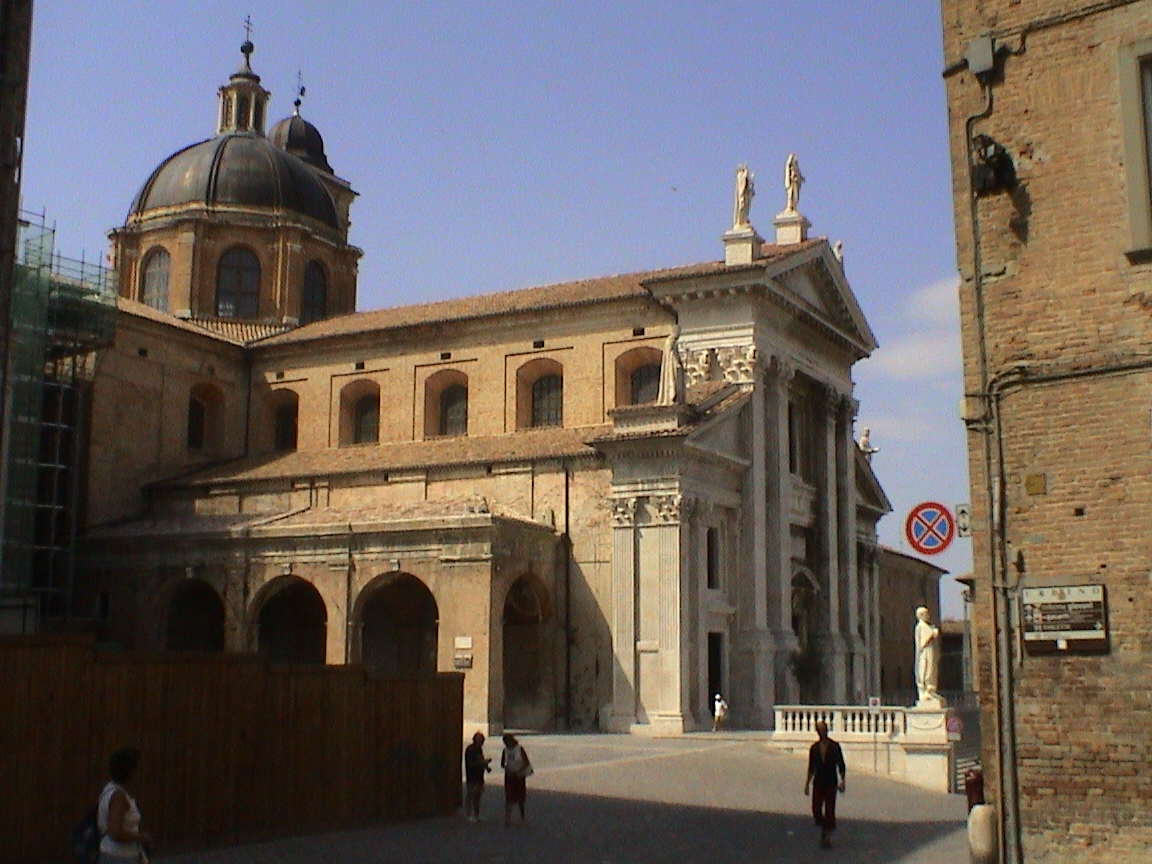
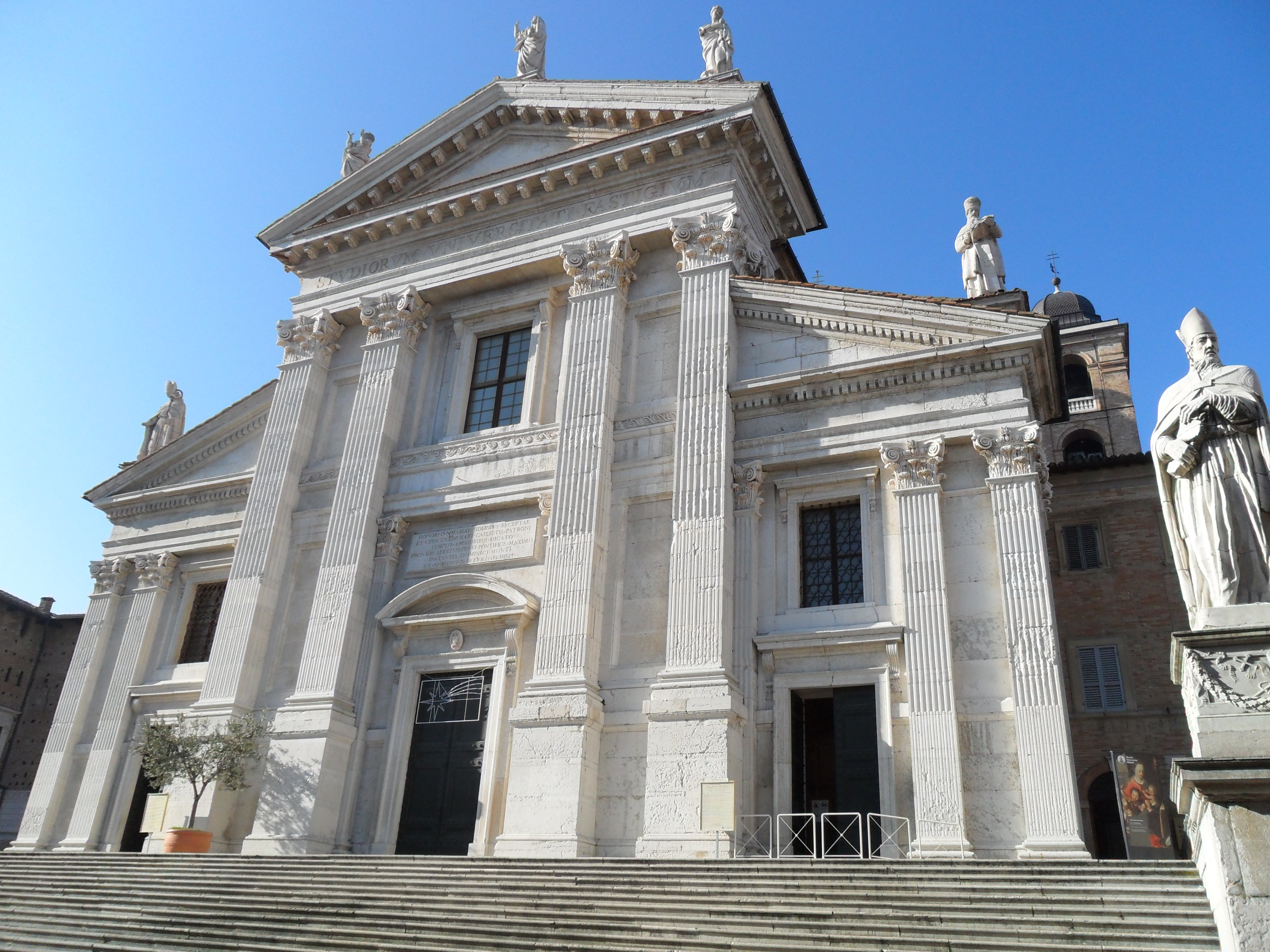

## Дзвіниця

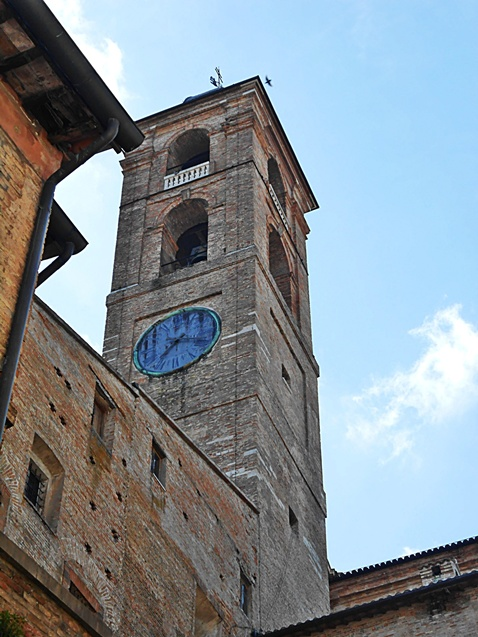

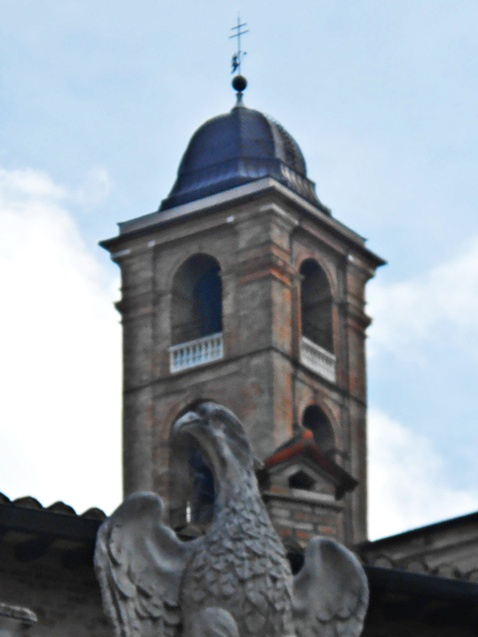
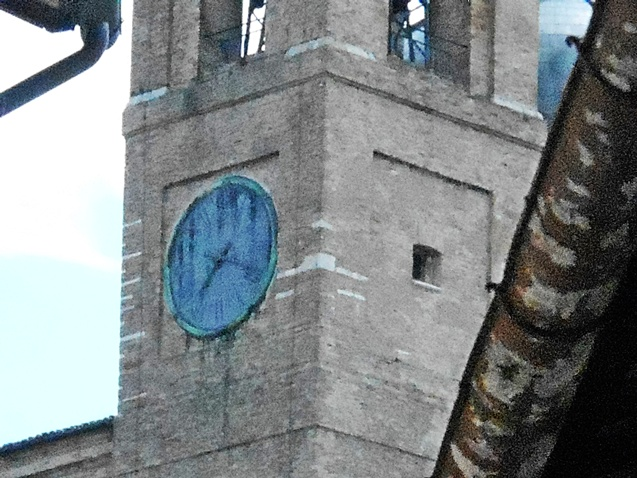
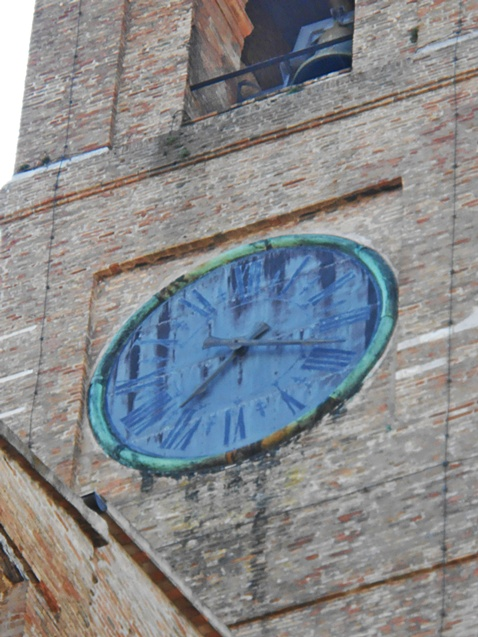
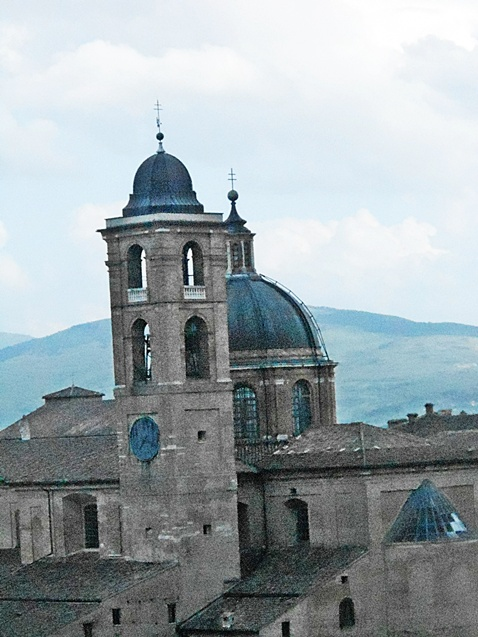

## Інтер'єри

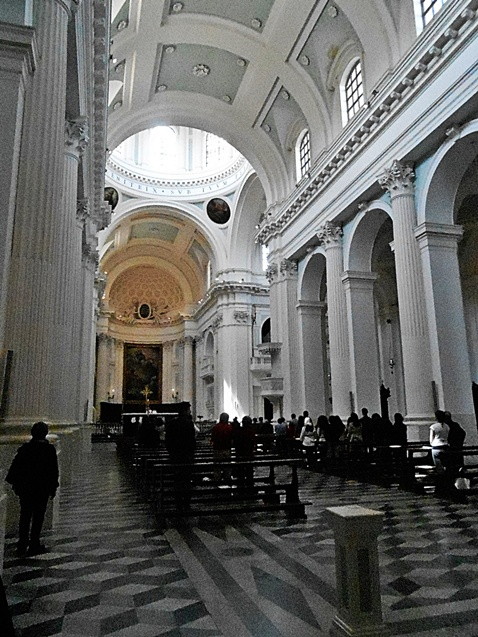
Центральна нава
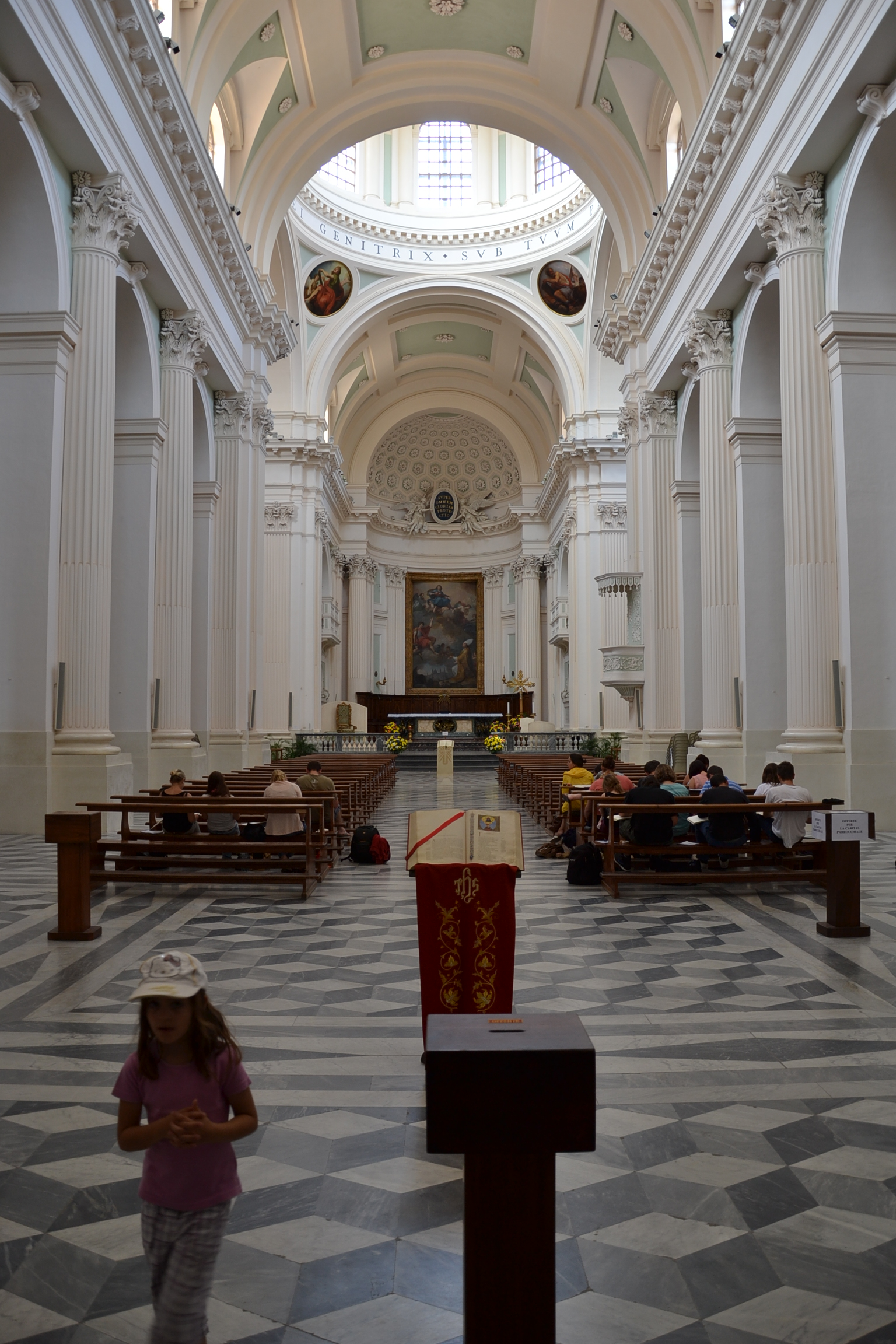
Головний вівтар
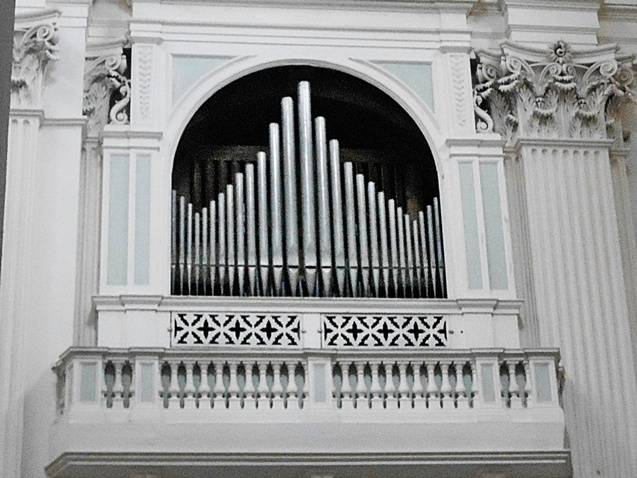
Соборний орган
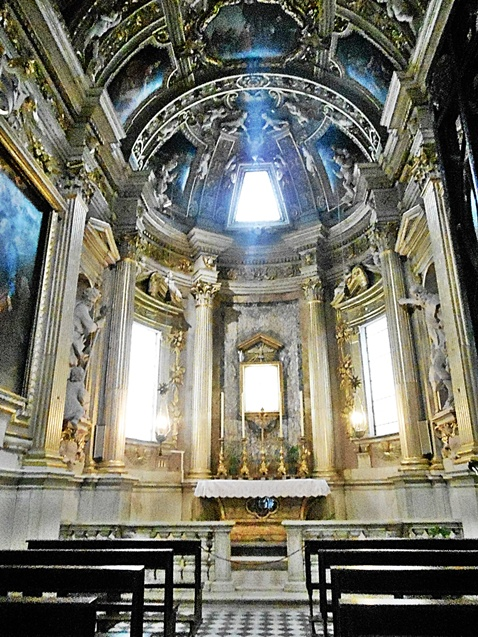
Вівтар каплиці